# Aubagne
Aubagne (occitană Aubanha) este un oraș în Franța, în departamentul Bouches-du-Rhône, în regiunea Provence-Alpi-Coasta de Azur.
În Aubagne se află cartierul general al Legiunii străine, unitate a armatei franceze.
Aici s-a născut scriitorul Marcel Pagnol, care a lucrat de asemenea ca regizor și dramaturg. Multe din scrierile sale descriu regiunile din vecinătatea orașului Aubagne. Alt fiu celebru al orașului este înotătorul Alain Bernard, născut aici în 1983, medaliat la Jocurile olimpice de vară 2008.

## Administrare
Din punct de vedere administrativ orașul se compune din două cantoane:

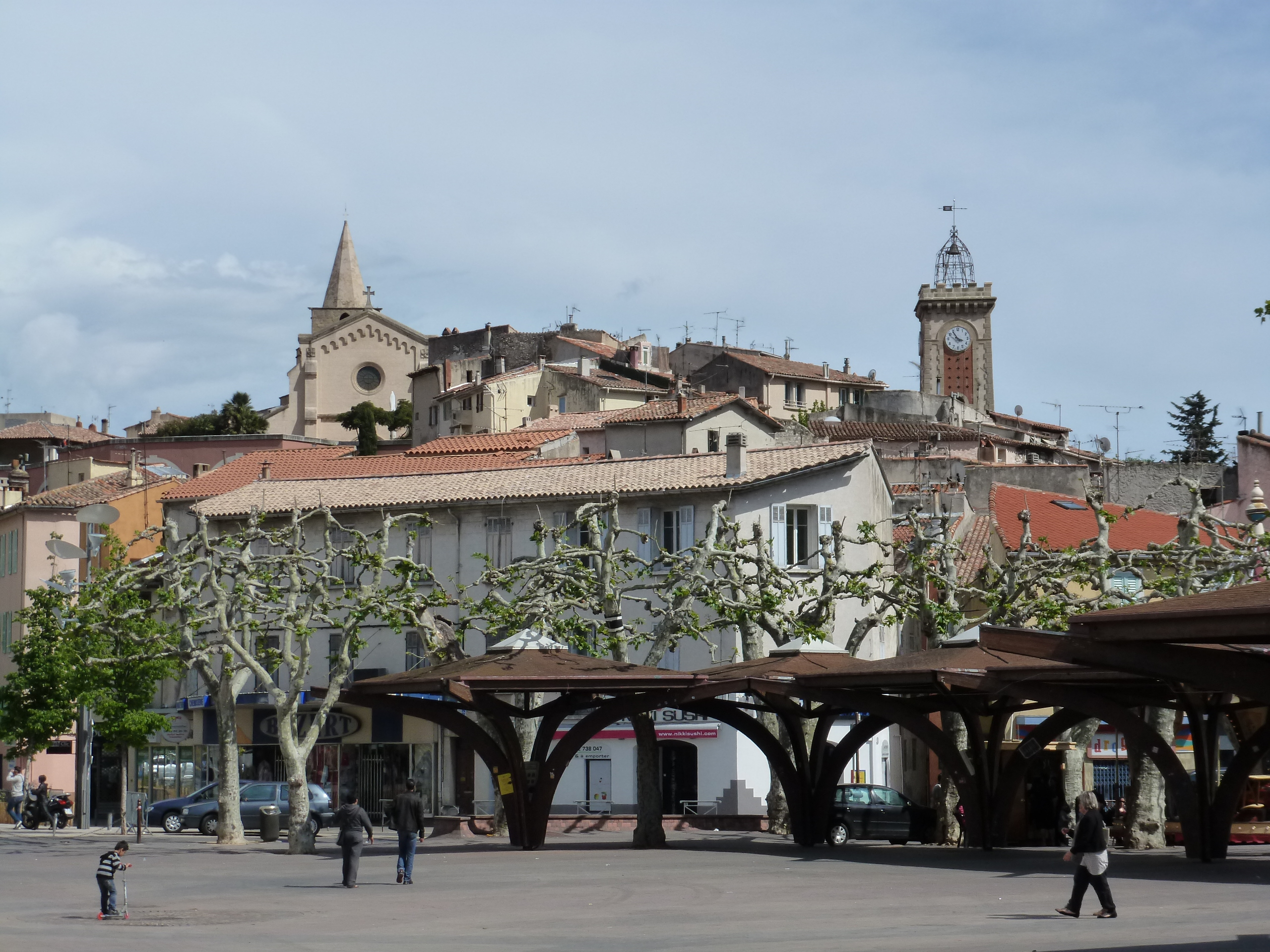
Aubagne

### Cantonul Aubagne-est
de care aparțin în afară de partea de est a orașului, următoarele comune:
1. Carnoux-en-Provence
2. Cassis
3. Cuges-les-Pins
4. Gémenos
5. Roquefort-la-Bédoule

### Cantonul Aubagne-vest
compus din partea de vest a orașului Aubagne și din comuna La Penne-sur-Huveaune.